# Bicalutamide
Bicalutamide is een geneesmiddel voor de behandeling van prostaatkanker. Het behoort tot de antiandrogenen. Het vermindert de werking van het geslachtshormoon testosteron. In België en Nederland is het op de markt onder de merknaam Casodex en als generiek product.
De stof is opgenomen in de lijst van essentiële geneesmiddelen van de WHO

## Werking
Bij veel mannen met prostaatkanker blijkt de tumor te groeien onder invloed van testosteron. Tumorcellen die gevoelig zijn voor testosteron beschikken over zogenaamde androgeenreceptoren. Wanneer androgenen zich binden aan deze receptoren, wordt de tumor aangezet tot groei. Bicalutamide gaat in competitie met het lichaamseigen testosteron om binding aan de androgeenreceptor. Testosteron kan dus niet meer binden aan de receptor en de tumor zal stoppen met groeien.

## Nevenwerkingen
- Relatief vaak:
  - Opvliegingen
  - Jeuk
  - Gevoeligheid van de borst en gynaecomastie
- Soms:
  - Diarree
  - Misselijkheid
  - Braken
  - Krachteloosheid
  - Droge huid
- Zelden:
  - Veranderingen in de leverfunctie (verhoogde spiegels van transaminases, geelzucht): waargenomen in klinisch onderzoek met bicalutamide
- Aspecifiek: gemeld in klinisch onderzoek gedurende behandeling met bicalutamide plus een LHRH-agonist. Er is geen causaal verband vastgesteld tussen deze effecten en de medicamenteuze behandeling, sommige van deze effecten komen gewoonlijk voor bij oudere patiënten
  - Cardiovasculair: hartfalen
  - Gastro-intestinaal: anorexia, droge mond, dyspepsie, constipatie, flatulentie
  - Centraal zenuwstelsel: duizeligheid, slapeloosheid, slaperigheid, verminderde libido
  - Luchtwegen: dyspneu
  - Urogenitaal: impotentie, nycturie
  - Hematologisch: anemie
  - Huid: alopecia, uitslag, zweten, hirsutisme
  - Metabolisme: diabetes mellitus, hyperglykemie, oedeem, gewichtstoename, gewichtsverlies
  - Hele lichaam: buikpijn, pijn in de borst, hoofdpijn, pijn, pijn in het bekken, koude rillingen

## Wisselwerkingen
Bicalutamide kan het effect van coumarine-anticoagulantia versterken.

## Van de markt
De Belgische gezondheidsinstanties hebben in 2005 beslist dat de commercialisering van Casodex 150 mg voor de behandeling van prostaatkanker, wordt geschorst.
Er was onvoldoende bewijs van doeltreffendheid (bijvoorbeeld geen bewezen effect op de globale mortaliteit, en bij de patiënten met gelokaliseerde prostaatkanker mogelijk zelfs verhoogde mortaliteit). Bovendien zijn er de risico's (b.v. mogelijk verhoogde cardiovasculaire mortaliteit).
Casodex 50 mg blijft wel beschikbaar, voor behandeling van gevorderde prostaatkanker.
In Nederland is alleen de 50mg beschikbaar geweest en gebleven.